# 스테퍼니 레오니다스
스테퍼니 레오니다스(Stephanie Leonidas, 1984년 2월 14일 ~ )는 잉글랜드의 배우이다.

## 출연 작품

### 영화
- 침묵의 벽 (2004, Wall of Silence)
- 예스 (2004, Yes)
- 미러마스크 (2005)
- 크루세이드: 타임머신 (2006)
- 하우 투 스톱 빙 어 루저 (2011, How to Stop Being a Loser)
- 킬 힘 (2013)
- 루나 (2014, Luna)

### 텔레비전
- 아가사 크리스티 : 미스 마플 (2007, Agatha Christie's Marple) - 누명(Ordeal by Innocence) 편
- 디파이언스 (2013-15)
- 아메리칸 고딕 (2016)